# Diga di Esch-sur-Sûre
La diga di Esch-sur-Sûre è una diga per la produzione di energia idricoelettrica costruita sul fiume Sûre, nell'omonimo comune di Esch-sur-Sûre, nel granducato di Lussemburgo. La diga ha fatto si che si creasse il lago artificiale della Haute-Sûre dove vengono praticate diverse attività turistiche. Comprende una centrale idroelettrica posta alla base ed è completata da due dighe secondarie: quella di Bavigne (a nord-ovest) e quella di Pont-Misère (a monte), destinate a regolare le piene del fiume.
Fornisce acqua alla centrale del Consorzio per l'Acqua della Diga di Esch-sur-Sûre (fr: Syndicat des Eaux du Barrage d'Esch-sur-Sûre oppure SEBES), costruita negli anni 60, che di conseguenza fornisce acqua potabile a circa l'80% della popolazione del Lussemburgo. Dal 2021 entreranno in funzione nuove centrali e nuove condutture che produrranno 110.000 m³ di acqua potabile al giorno.